# Chemisch Nickel
Eine Chemisch-Nickel-Beschichtung wird kurz auch als Chemisch Nickel bezeichnet. Die Art der Vernickelung wird aus optischen Gründen oder als Verschleiß- oder Korrosionsschutz durch eine Redox-Reaktion auf einem Substrat mit einer katalytisch aktiven Oberfläche abgeschieden (in der Regel ein Metall).
Neben Nickel wird meist noch ein weiterer Legierungspartner wie Phosphor oder Bor eingesetzt.

## Unterschied zuGalvanisch Nickel
Der Unterschied zu Galvanisch Nickel liegt unter anderem darin, dass zur Abscheidung kein äußerer elektrischer Strom, etwa aus einem Gleichrichter, verwendet wird, sondern die zur Abscheidung (Reduktion) der Nickelionen notwendigen Elektronen mittels Redoxreaktion im Bad selbst erzeugt werden. Dadurch erhält man beim chemischen Vernickeln konturentreue Beschichtungen, deren Maße bei einer Toleranz von ± 2 µm bis ± 3 µm im Bereich von 8 µm bis 80 µm liegen können. Jedoch muss ab 50 µm mit Spannungen in der Schicht gerechnet werden.

## Nicht leitfähige Grundkörper
Aufgrund der außenstromlosen Abscheidung ist es möglich, auch elektrisch nicht leitfähige Körper, z. B. aus Kunststoffen wie Polyamid, zu beschichten.
Am leichtesten lässt sich ABS (Acrylnitril-Butadien-Styrol) gut haftend beschichten: Nach Ätzen des ABS mit einer Chromschwefelsäure-Beize scheidet sich das Nickel nach einer Bekeimung mit einem Edelmetall (Palladium) auch in den feinen Löchern ab, die die Chromsäure durch Herauslösen von Butadien bildet. Die Beschichtung verzahnt sich im Kunststoff.
Eine Bekeimung ist bei nichtleitendem Grundkörper notwendig, da der Elektrolyt eine Abscheidung (fast) nur an blanken Metalloberflächen beginnt. Sonst würde sich der Elektrolyt selbst zersetzen.

## Schichteigenschaften
In der Technik werden überwiegend Nickel-Phosphor-Beschichtungen eingesetzt. Über den Phosphorgehalt können einige Eigenschaften der Beschichtung gesteuert werden. Man unterscheidet zwischen einem hohen (10–14 %), mittleren (9–12 %) und niedrigen (3–7 %) Phosphorgehalt.
Bedingung für einen wirksamen Korrosionsschutz von beschichtetem Stahl ist ein hoher Phosphorgehalt und das Abscheiden einer porenfreien Schicht, die vom Grundwerkstoff und dessen Oberflächenstruktur beeinflusst wird. Polierte Oberflächen sind anders zu behandeln als geschliffene oder durch Drehen und Fräsen bearbeitete. Die Oberfläche des Werkstoffes beeinflusst auch die Haftfestigkeit der Beschichtung. Die Stärke einer Korrosionsschutzschicht liegt je nach Grundwerkstoff und dessen Bearbeitung in der Regel bei mindestens 30–50 µm.
Die Abscheidungshärte steigt mit abnehmendem Phosphorgehalt und kann durch eine Wärmebehandlung der Schicht bei maximal 400 °C und einer Stunde Haltezeit auf Werte von 800 bis 1100 HV 0,1 angehoben werden. Die Schichtdicken liegen hier je nach Anwendung zwischen 10 µm und 50 µm.
Die Haftfestigkeit der Schicht hängt im Wesentlichen von dem Grundwerkstoff und der Vorbehandlung des Werkstoffes ab. Auch die Haftfestigkeit kann durch eine Wärmebehandlung verbessert werden, hierzu verwendet man geringere Temperaturen mit etwas höheren Haltezeiten.
Das Aussehen der Schicht ist von der Vorbearbeitung des Grundmaterials, auf dem die Schicht abgeschieden wird, abhängig: gestrahlte Oberflächen bleiben matt, polierte Oberflächen bleiben glänzend. Im Gegensatz zu galvanischen Überzügen lässt sich das Aussehen der Schicht nur begrenzt über Zusätze im Elektrolyt (z. B.: Glanzbildner) einstellen.
Mit ausgewählten Komponenten können bestimmte Schichteigenschaften wie Korngrenzendichte variiert und in gewissem Maße Einfluss auf die Optik genommen werden.
Aufgrund der hohen Kosten dieser Beschichtung werden selten stärkere Schichten als 50 µm abgeschieden. Die Abscheidung von 10 µm chemisch Nickel dauert ca. 1 h.

## Verfahren
Die Chemisch-Nickel-Abscheidung erfolgt autokatalytisch, d. h. die abgeschiedene Nickel-Legierung katalysiert selbst die weitere Abscheidung, so dass die abscheidbare Schichtdicke aus Verfahrenssicht nicht limitiert ist. Üblicherweise werden als Reduktionsmittel Hypophosphit PH2O2− oder Boranat BH4− bzw. organische Borane wie Dimethylaminoboran (H3C)2HNBH3 verwendet.
Die abgeschiedenen Schichten weisen einen in weiten Bereichen einstellbaren Gehalt an Phosphor bzw. Bor auf und sind je nach P- bzw. B-Gehalt kristallin bis amorph. Die Ni/P-Schichten werden in die Kategorien niedrig- (low-phos, 1–3 % P, kristallin im Abscheidezustand), mittel- (mid-phos, 4–9 % P, teilkristallin im Abscheidezustand) und hochphosphorhaltig (high-phos, mind. 10 % P, röntgenamorph im Abscheidezustand) eingeteilt. Sie zeigen eine sehr hohe Korrosionsbeständigkeit, welche mit zunehmendem Phosphorgehalt steigt. Im Bereich der Ni/B-Schichten werden niedrig- (1–2 % B) und hochborhaltige Schichten (5–6 % B) unterschieden. Sowohl Ni/P- als auch Ni/B-Schichten sind darüber hinaus bereits im Abscheidezustand sehr hart. Durch Wärmebehandlung im Bereich von 350–400 °C über 1–2 Stunden (je nach Bauteilmasse) lässt sich die Härte nochmals deutlich erhöhen, so dass für (mittel- und hochphosphorhaltige) Ni/P- bzw. (hochborhaltige) Ni/B-Schichten Werte um 1000 HV bzw. 1400 HV erreicht werden können, was fast bzw. deutlich mehr als der Härte von Hartchromschichten (circa 1100 HV) entspricht. Die Härtesteigerung wird bedingt durch Phasenausscheidungen von Ni3P bzw. Ni3B und Ni, was zu einem Dispersionshärtungseffekt führt. Im Abscheidezustand weisen unter den Ni/P-Schichten die niedrigphosphorhaltigen Schichten die höchste Härte auf, welche bis zu 700 HV betragen kann. Unter den Ni/B-Schichten ist bei hoch-B-haltigen Schichten die Abscheidehärte am höchsten, sie liegt im Bereich 800–850 HV.

## Chemische Reaktionen
Als Reduktionsmittel, für die Abscheidung von Nickel-Phosphor-Schichten, wird in der Regel Hypophosphit (H2PO2−) eingesetzt. Als Nickel-Elektrolyt kann beispielsweise Nickel-Sulfat eingesetzt werden.
Zunächst wird die RedOx-Reaktion zur Abscheidung des Nickels gezeigt:
{\displaystyle Reduktion:\mathrm {Ni^{2+}\ +\ 2\ e^{-}\longrightarrow \ Ni} }
{\displaystyle Oxidation:\mathrm {[H_{2}PO_{2}]^{-}+H_{2}O\longrightarrow \ [H_{2}PO_{3}]^{-}+2H^{+}+2e^{-}} }
{\displaystyle Gesamt:\mathrm {[H_{2}PO_{2}]^{-}+H_{2}O+Ni^{2+}\longrightarrow \ Ni+[H_{2}PO_{3}]^{-}+2H^{+}} }
Anhand der Reaktionsgleichungen wird ersichtlich, wieso der pH-Wert einen Einfluss auf die Reaktionsgeschwindigkeit hat. Je saurer der Elektrolyt, desto langsamer findet die Abscheidung statt. Gleichzeitig darf man trotzdem nicht in den basischen Bereich gelangen, da dort schwerlösliches Nickel-Hydroxid ausfallen würde.
Neben den gezeigten Reaktionen findet auch noch eine Disproportionierung des Hypophosphits statt, woraus der hohe Gehalt an Phosphor in der Schicht herrührt.
{\displaystyle \mathrm {3[H_{2}PO_{2}]^{-}\longrightarrow \ 2P+[H_{2}PO_{3}]^{-}+4H^{+}} }
Im Gegensatz zur Abscheidung des Nickels führt ein saurerer Elektrolyt zu einer schnelleren Phosphorabscheidung und damit zu einem erhöhten Phosphorgehalt. Dies ist ein Grund dafür, dass der Phosphorgehalt in einer Schicht von wenigen µm variieren kann, wenn der pH-Wert nicht während der gesamten Abscheidung überwacht und eingestellt wird.

## Chemisch Nickel-Dispersionsschichten
Chemisch Nickel-Schichten eignen sich als Matrix zur Abscheidung verschiedener feinverteilter Stoffe (Dispersoide). Die entstehende Kompositschicht vereint die Schichtstärke, Korrosionsbeständigkeit und Maßhaltigkeit der Nickel-Phosphor-Matrix mit dem eingelagerten Dispersoid, z. B. Hartstoffen wie Diamant oder Siliciumcarbid zur Erzeugung von abrasiven, verschleißbeständigen oder mikrostrukturierten Oberflächen, Trockenschmierstoffe wie hexagonales Bornitrid h-BN, perfluorierte Polymere wie Polytetrafluorethylen (PTFE) oder Perfluoralkoxycopolymer (PFA).
Um eine ausreichende Abscheiderate zu erzielen, werden die Elektrolyte während der Abscheidung deutlich über Raumtemperatur erhitzt, z. B. auf bis zu 90 °C. Die Abscheiderate steigt dabei nach der RGT-Regel exponentiell zur Temperatur. Je nach Prozessführung kann die Abscheiderate z. B. bei mittelphosphorhaltigem Chemisch Nickel bis zu rund 25 µm/h betragen. Eine zu hohe Abscheiderate führt zu ungleichmäßigem, blumenkohlartigem Schichtwachstum, welches sich negativ auf den Schichtglanz und andere Schichteigenschaften auswirken kann. Außerdem läuft bei zu hohen Elektrolyttemperaturen auch die Zersetzung aus homogener Lösung zu schnell ab. Sind auf diesem Wege erst einmal zu viele Ni/P-Keime im kolloidalen Zustand gebildet, kommt es zu einer spontanen Selbstzersetzung des Elektrolyten, was einen Abbruch und eine Wiederholung des Beschichtungsvorgangs erfordert.
Da die Abscheidung unabhängig von einem elektrischen Feld erfolgt, sind die Abscheideraten auch auf komplexen geometrischen Bauteilen lokal sehr homogen ausgebildet, so dass sich, im Gegensatz zu galvanischen Verfahren, welche mit Außenstrom arbeiten, über das gesamte Bauteil nur geringste Abweichungen in der Schichtdicke ergeben. Über die Dauer der Abscheidung lässt sich darüber hinaus eine vorgegebene Zielschichtdicke sehr genau erreichen, wobei Übermaßbeschichtungen vermieden werden können. Dies führt zu einem weiteren Vorteil auf Bauteilen mit hohen Anforderungen an die Maßhaltigkeit.
Auch rotationssymmetrische, geometrisch komplexe Bauteile wie Auflösewalzen von Spinnmaschinen (Open-End-Spinnverfahren) oder Aluminium-Verdichterräder von Turboladern können auf diesem Wege nach dem Wuchtvorgang beschichtet werden, ohne durch den Beschichtungsvorgang eine erneute Unwucht zu erhalten.

## Anlagen zur Oberflächenbeschichtung
Um eine Mitbeschichtung der Anlagenteile wie Behälter, Pumpen usw. sicher zu verhindern, werden diese Anlagenteile häufig aus Edelstahl hergestellt und künstlich passiviert sowie mit einer geringen positiven Spannung beaufschlagt (Wannenschutz), so dass sich eventuell abgeschiedenes Nickel gleich wieder löst. Als Gegenelektrode dient meist eine passivierte Edelstahlkathode, auf der sich dann wie in einem rein galvanischen Verfahren Nickel abscheidet. Bei falschem Ansatz, eingeschleppten Fremdstoffen oder einer Zerstörung der Passivierungsschicht der Anlage etwa durch mechanische Beschädigung kann der Elektrolyt sich trotzdem spontan unter starker Metallabscheidung zersetzen.
Die Anlagen und Bäder zur Beschichtung mit „Chemisch Nickel“ sind aufwendiger als bei galvanischen Verfahren. Da die Nickelionen im Badansatz enthalten sind, „blutet“ der Elektrolyt aus. Die Stabilisatoren, die Temperatur und der pH-Wert im Bad müssen innerhalb gewisser Toleranzen konstant gehalten werden; dies realisiert man über Nachdosierpumpen und eine regelmäßige Kontrolle der Werte. Nach ca. 1–2 Wochen ist das Nickel im Bad verbraucht und es muss ein neues Bad angesetzt werden. Das Badalter wird in sogenannten MTOs (Metall Turn Over) ausgedrückt. Die kostenaufwendige Badführung und die geringe Abscheidegeschwindigkeit führen zu deutlich höheren Kosten als bei galvanischer Beschichtung.

## Einsatzanforderungen und Schichtauswahl
Besonderheiten von Chemisch Nickel-Beschichtungen:
1. Höhere Maßhaltigkeit als Galvanisch-Nickel-Beschichtungen (kein „Hundeknochen“-Effekt durch erhöhte Abscheidung an Außenkanten)
2. Hohe Korrosionsbeständigkeit, u. a. auch gegen alkalische Medien
3. Große Härte und Beständigkeit gegen Abrasivverschleiß

Mittelphosphorhaltige Schichten werden in ca. 60 % aller Anwendungsfälle eingesetzt, hochphosphorhaltige Schichten in 30–35 % der Fälle und niedrigphosphorhaltige Schichten in 5–10 %.
Soll die Chemisch Nickel-Schicht eine möglichst hohe Härte aufweisen, ohne dass eine zur Ausscheidungshärtung erforderliche Wärmebehandlung im Bereich um 350 °C möglich ist, wie zum Beispiel bei vielen Aluminium-Legierungen oder gehärteten Stählen, werden i. d. R. niedrigphosphorhaltige Chemisch Nickel-Schichten verwendet. Erlaubt das Substratmaterial eine entsprechende Wärmebehandlung, können mittel- oder hochphosphorhaltige Schichten verwendet werden. Letztere werden häufig aufgrund ihres im Abscheidezustand amorphen Gefüges als Korrosionsschutzbeschichtung eingesetzt. In diesem Fall sollte zum Erhalt des amorphen Zustandes keine Wärmebehandlung durchgeführt werden.
Eine Wärmebehandlung an hochphosphorhaltigen Schichten wird dann durchgeführt, wenn neben der dadurch erzielbaren hohen Härten auch die höhere Bruchdehnung der hochphosphorhaltigen Schichten relevant ist. Werden sowohl eine hohe Härte als auch eine gute Korrosionsbeständigkeit benötigt, werden vorteilhaft mittelphosphorhaltigen Schichten erzeugt. Diese sind aufgrund der nahezu doppelten Abscheiderate in der Regel bei gleicher Schichtdicke auch günstiger als die hochphosphorhaltigen Schichten. Um einen möglichst hohen Korrosionsschutz zu erzielen, dürfen die Schichten keine bis zum Grundmaterial hindurchreichenden Poren aufweisen, was ab Schichtdicken von 20–25 µm der Fall ist. Poren können gebildet werden, da während der Abscheidung immer auch elementarer Wasserstoff entsteht, der durch Blasenbildung den Ursprung einer Pore bilden kann, falls keine geeigneten Maßnahmen wie die Verwendung von Tensiden oder eine ausreichende Konvektion ergriffen werden.
Die hohe Maßhaltigkeit ist in Verbindung mit der sehr hohen Korrosionsbeständigkeit bzw. der sehr hohen Härte einmalig für Chemisch Nickel. Der in der Praxis erzielbare Schutz ist wie bei allen Schichten abhängig vom jeweiligen konkreten Belastungskollektiv und der applizierten Schichtdicke. Der Korrosionsschutz von Chemisch Nickel-Schichten ist auf eisenhaltigen Substraten i. d. R. anodischer Natur, wie z. B. auch Zinn/Nickel-Schichten. Alternativen aus dem Bereich des kathodischen Korrosionsschutzes sind hier beispielsweise Zink- und Zink-Legierungsschichten. In Bezug auf Punkt 3 weisen nur galvanisch erzeugte Hartchromschichten eine höhere Schichthärte auf. Zusammenfassend lasst sich jedoch feststellen, dass eine Chemisch Nickel-Schicht, wie grundsätzlich jedes andere Schichtsystem, in ihrem Eigenschaftskollektiv einzigartig ist, so dass je nach Belastungskollektiv, Anforderungen an Maßhaltigkeit und Schichtdicke sowie an die anfallenden Schichtkosten Chemisch Nickel die Anforderungen in einzigartiger Weise erfüllen kann.

## Ni/P-Schichten auf Leichtmetall-Bauteilen
Leichtmetalle wie Aluminium- und Magnesiumlegierungen sind unter atmosphärischen Bedingungen als Werkstoffe verwendbar, weil eine dichte Oxidschicht das reaktive Grundmaterial gegen aggressive Umgebungseinflüsse abschirmt. Für zahlreiche Anwendungen übersteigt aber das chemische und mechanische Belastungsprofil eines Bauteils die Widerstandsfähigkeit dieser Oxidschichten. Für solche Anwendungen ist eine Oberflächenveredelung unabdingbar.
Da komplizierte geometrische Formen für Leichtmetallbauteile die Regel sind, kommt hierfür bevorzugt die außenstromlose Metallabscheidung, insbesondere die chemische Vernickelung, zum Einsatz. Optimierten Vorbehandlungssequenzen für das Grundmaterial kommt dabei die Aufgabe zu, die Bildung partieller Oxidschichten in der Anfangsphase der Beschichtung zu unterdrücken. Oxidische Inseln begrenzen die Haftung zwischen Basismetall und Beschichtung und können damit zu Bauteilversagen führen. Ist dieser verfahrenstechnische Schlüsselschritt unter Kontrolle, so steht die gesamte Bandbreite der Eigenschaften von Ni/P-Legierungsschichten für die Optimierung des Bauteils zur Verfügung.

## Anwendungen von Ni/P-Schichten
Häufig werden Chemisch-Nickel-Schichten aufgrund ihrer hervorragenden Maßhaltigkeit, ihrer sehr hohen Härte und ihrem exzellenten Korrosionsschutz in folgenden Bereichen eingesetzt:
- Automobil- und Luftfahrtindustrie, Maschinenbau:Komponenten für Einspritzsysteme, Klimakompressoren, Kühlmittelpumpen, Airbagsysteme, Synchronringe, Servoventile, Fahrwerkskomponenten, Lagerzapfen, Flansche, Verdichterräder, Textilmaschinenbauteile etc.
- Chemische Industrie, Petrochemie: Wärmeübertrager, Turbinenschaufeln, Sprühköpfe, Druckbehälter, Reaktoren etc.
- Elektronik: PC-Laufwerkskomponenten, Steckverbindungen, Basisschicht für Lötverbindungen, elektromagnetische Abschirmung sensibler Bauteile etc.
- Humanmedizin: Basisschichten für Metall-Keramik-Lötverbindungen (Gelenkprothesen) etc.
- Kunststoffmetallisierung: Dekorative und funktionale Schichten
- Optik: Beschichtung Metallischer Grundkörper mit Hochphosphor haltigen Schichten zur Herstellung von Spiegeloptiken durch Polieren, Diamantdrehen oder Diamantfräsen[5]